# Roberto Cammarelle
Roberto Cammarelle (n. 30 iulie 1980, Milano, Italia) este un boxer ce a reprezentat Italia, medaliat olimpic. A participat la 3 ediții ale Jocurilor Olimpice (2004, 2008, 2012) în care a câștigat o medalie de aur, o medalie de argint și o medalie de bronz.